# Platine natif
Pour les articles homonymes, voir Platine (homonymie).
Le platine natif est une espèce minérale naturelle, corps simple métallique, très dense et très rare de formule chimique Pt, correspondant à l'élément chimique platine noté Pt. Le platine appartient à la classe minéralogique des éléments natifs, en particulier il s'agit d'un métal natif.
Il se présente le plus communément en petits grains ou lamelles, en paillettes fines plus qu'en pépites modestes, qui ne dépassent encore plus rarement quelques kilogrammes. Il peut être commun dans certains placers fluviaux ou marins, actuels ou fossiles.

## Historique de la description et de l'appellation
Le platine n'a été reconnu comme métal distinct par la communauté scientifique et technicienne que depuis 1735. Cette reconnaissance doit beaucoup à l'explorateur, écrivain et savant andalou Antonio de Ulloa.
Pourtant la découverte de cette matière minérale, le plus communément en petits grains pesants, plats et arrondis, à surface assez lisse et à éclat métallique, démultiplié par la raclure, est relatée par les Espagnols tout au long du XVIe siècle en Amérique du Sud, en particulier dans les mines d'or alluviales du Rio Tinto en Colombie. J.D. Scaliger rapporte ainsi le nom de ce métal argenté en 1557.
Si le mot plata signifie argent en castillan, platina est bel et bien un diminutif dévalorisant, franchement méprisant, car le platina del Pinto est un petit argent, malléable et ductile, dont l'homme de l'art du feu ne sait que faire, trop difficile à fondre en bloc ou à allier ou amalgamer. D'où les croyances en un minerai impur d'argent récalcitrant ou en un argent mal né ou intimement déformé par la Terre mauvaise et même l'utilisation de cette matière rejetée par les malfrats, pour le faire passer après l'avoir martelé en « monnaie de singe », en fraudant la monnaie d'argent officielle, usage il va sans dire peu apprécié par les autorités régissant le commerce des ressources précieuses de manière monopolistique.
Le topotype est la rivière Pinto, dans le bassin San Juan, Municipalidad de Novita, Département Chocó en Colombie. Le métal platine a été décrit en minéralogie en 1748 par William Brownrigg (1712-1800), médecin et chimiste anglais.
Ce n'est qu'en 1803 que le chimiste anglais Wollaston démontre que ce corps simple est issu d'un élément particulier, qu'il nomme platinum en latin, soit platine en français, Platin en allemand, platino en italien ou en espagnol. Le corps simple naturel est alors nommé en latin ou en anglais platinum nativum.

## Cristallographie et cristallochimie
La maille de son système cristallin est cubique à faces centrées.
Le minéral fait partie du groupe du platine, rassemblant des éléments natifs métalliques dit platinoïdes contenant par ailleurs du platine et décrits par le même groupe d'espace. Il comprend outre le platine natif, en second le minéral iridium (Ir,Os,Ru,Pt), en troisième le rhodium et enfin le palladium.
Ses cristaux cubiques, très souvent petits et déformés, sont rarissimes.

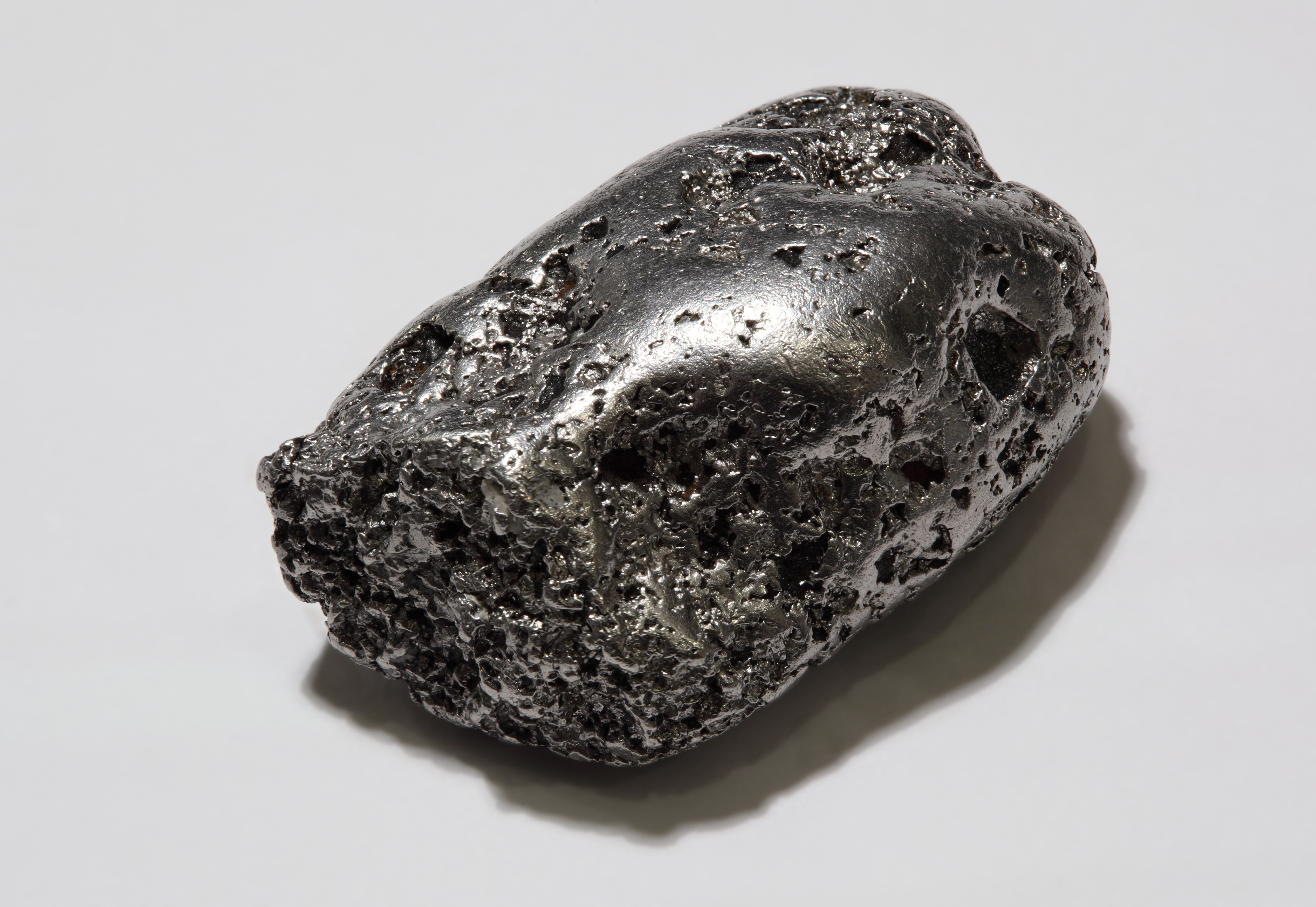
Pépite de platine natif, Khabarovsk, Russie

## Propriétés physiques et chimiques, toxicologie
Ce métal argenté de la famille des platinoïdes lourds avec l'osmium natif Os et l'iridium Ir est très ductile. Il peut être filé en fil très fin.
Le platine natif ne s'altère pas à l'air. En réalité, à l'air très chaud, il se forme une très fine couche passivante et protectrice de PtO. En réalité, sa résistance à l'oxydation est relative, l'oxyde de platine se forme à haute température et haute pression. Pour l'artisan joaillier, le platine est un métal de choix, voilà un platinoïde dense qui se soude à de très hautes températures, mais ne s'oxyde quasiment pas et reste très blanc.
Il est très stable sur un plan chimique et son point de fusion est élevé. Il s'agit d'un métal précieux, bon conducteur de la chaleur et de l'électricité. Son coefficient de dilatation thermique est proche de celui du verre. Le platine natif pur n'est pas magnétique.
Il est possible de le chauffer au chalumeau sans ternissement de sa surface, même dans une zone en fusion partielle. Il s'agit d'un métal réfractaire.
Il est inattaquable par les bases fortes et acides forts, à l'exception notable de l'eau régale où il forme un ion complexe hexachloro-platinique soluble, l'ion hexachloroplatinate [Pt(Cl6)]2−, ce qui en milieu aqueux acide peut se décrire par l'acide hexachloroplatinique H2[Pt(Cl6)]. Il s'agit au sens fort d'un métal noble, avec l'argent et l'or.
Il a pourtant des propriétés physico-chimiques remarquables, en termes d'adsorption et de catalyse. Un fil fin de platine peut initier et favoriser la décomposition de la vapeur de méthanol en gaz dihydrogène et en méthanal CHO. Il s'agit d'un des métaux précieux utilisé à l'origine en catalyse dans la synthèse de l'acide sulfurique. Il est parfois présent dans les pots d'échappement à l'état finement divisé, une matière dénommée mousse de platine.

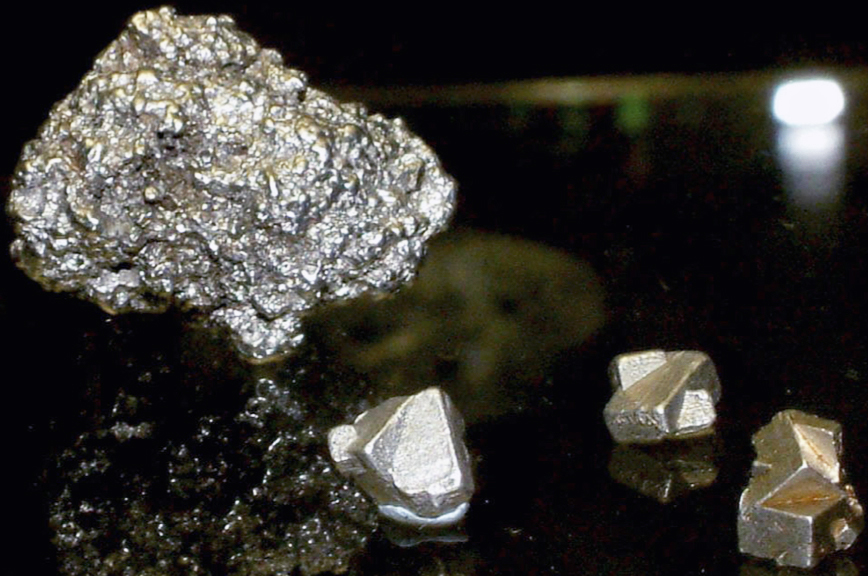
Platine natif sous forme de gros cristaux et de petits amas. Musée Carnegie d'Histoire Naturelle, Pittsburgh, Pennsylvanie.

À température ambiante, cette éponge ou mousse de Pt adsorbe, c'est-à-dire fixe sur sa grande surface spécifique, cent fois son poids de gaz hydrogène, et parfois jusqu'à vingt fois son poids de gaz oxygène. Le platine chauffé libère ses gaz, sans les dénaturer. Ce métal d'adsorption est connu depuis les travaux pionniers de Sir Humphrey Davy en 1817, cette reconnaissance ayant ouvert le champ de la catalyse en chimie.

### Analyse, distinction

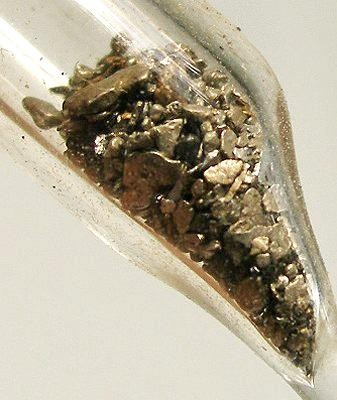
Grains de platine natif des placers du comté de Trinity, en Californie. L'analyse révèle du Pt avec de l'iridium, du palladium, du rhénium et de l'osmium. Taille de l'amas au fond du tube de verre : 4,8 x 0,8 x 0,8 cm. Ancienne collection George Elling.

Ses principales impuretés sont à base de Fe, de platinoïdes Ir, Os, Rh, Pd, Ru voire d'Au et de Cu, d'Ag et de Ni. Il existe des alliages avec l'or Au, avec le fer Fe... La variété la plus fréquente de platine natif est une solution solide à base de platine qui se nomme le polyxène. Il est composé de 80 à 90 % en masse de platine, parfois de 3 à 17 % de fer, ainsi que d'autres métaux tels que l'or, le cuivre, le nickel ou d'autres platinoïdes (parfois jusqu'à 7 % d'iridium). Sa gamme de couleur est plus vaste, de noir acier à blanc d'argent.
Le platine natif est un minéral métallique très rare, remarquable par sa forte densité, son absence de clivage, sa dureté assez élevée (quasi-exceptionnelle pour un métal), sa couleur ou son trait.
Il se distingue assez facilement des minéraux qui peuvent l'accompagner. Par exemple, de l'argent natif, par sa dureté plus grande et sa grande stabilité chimique (il ne se sulfure pas ou ne noircit pas par oxydation).
Il ne se confond pas avec le fer natif ou tellurique, fortement (ferro)magnétique, si l'opérateur dispose d'un aimant.
La sperrylite de formule PtAs2, mais d'aspect similaire, est plus dure (indice Mohs 6 à 7) et n'est point aussi déformable.

## Gîtologie, occurrences et gisements
Il apparaît le plus souvent dans les gîtes associés aux roches magmatiques éruptives ultrabasiques, ou parfois également dans les filons de quartz.
Comme minéral de gisement primaire, une phase de platine, parfois de la variété pyloxène, apparaît de façon précoce en inclusions microscopiques lors de la ségrégation dans les roches basiques et ultrabasiques, que sont les dunites et les serpentines et autres roches à olivines. Le platine cristallise dans l'anorthite ou dans d'autres minéraux typiques de roches ultrabasiques. La variété polyxène est ainsi fréquemment associée à la paragenèse des spinelles chromifères.
Ce sont des roches (ultra)mafiques, c'est-à-dire des roches basiques à ultrabasiques, qui livrent le plus facilement des échantillons inclus de platine natif. Parmi ceux-ci, notons ceux de Sudbury au Canada ou de Lydenburg au Transvaal sud-africain.
Après érosion des gisements, ces fins morceaux et particules se retrouvent dans le sables des placers. C'est le cas en Oural septentrional, à Cauca en Colombie, à Takaka en Nouvelle-Zélande, à Broken Hill en Nouvelle-Galles du Sud en Australie. Les grosses pépites de Sibérie ou de l'Oural restent une exception remarquable.
Les placers des rivières aux sables potentiellement aurifères dévoilent très souvent des paillettes et grains roulés de platine natif. Par exemple, le platine natif de la côte orientale malgache est essentiellement magnétique, c'est une variété polyxène que l'orpailleur découvre au mieux sous forme de grains roulés sur certains placers des rivières Manantratsatrana, Vahana et Farafana, mais aussi de l'Isongo, affluent de la rivière Mananbia, dans la région Farafangana.
Outre les minerais de chromites et d'olivines, il peut être un sous-produit de mines de fer, de nickel et/ou de cuivre.
Le minéral a été trouve sous forme monocristalline et cubique en Russie (découverte en Oural au XIXe siècle), sous forme de grappes ou botryoïdes au Brésil, et également parmi les roches de Mare Fecunditatis sur la Lune.
Minéraux associés : métaux natifs, alliage à base de Pt (syssertskite, newjanskite), sperrylite PtAs2, coopérite PtS, sulfures (lors des cristallisations hydrothermales), limonite

### Gisements relativement abondants ou caractéristiques

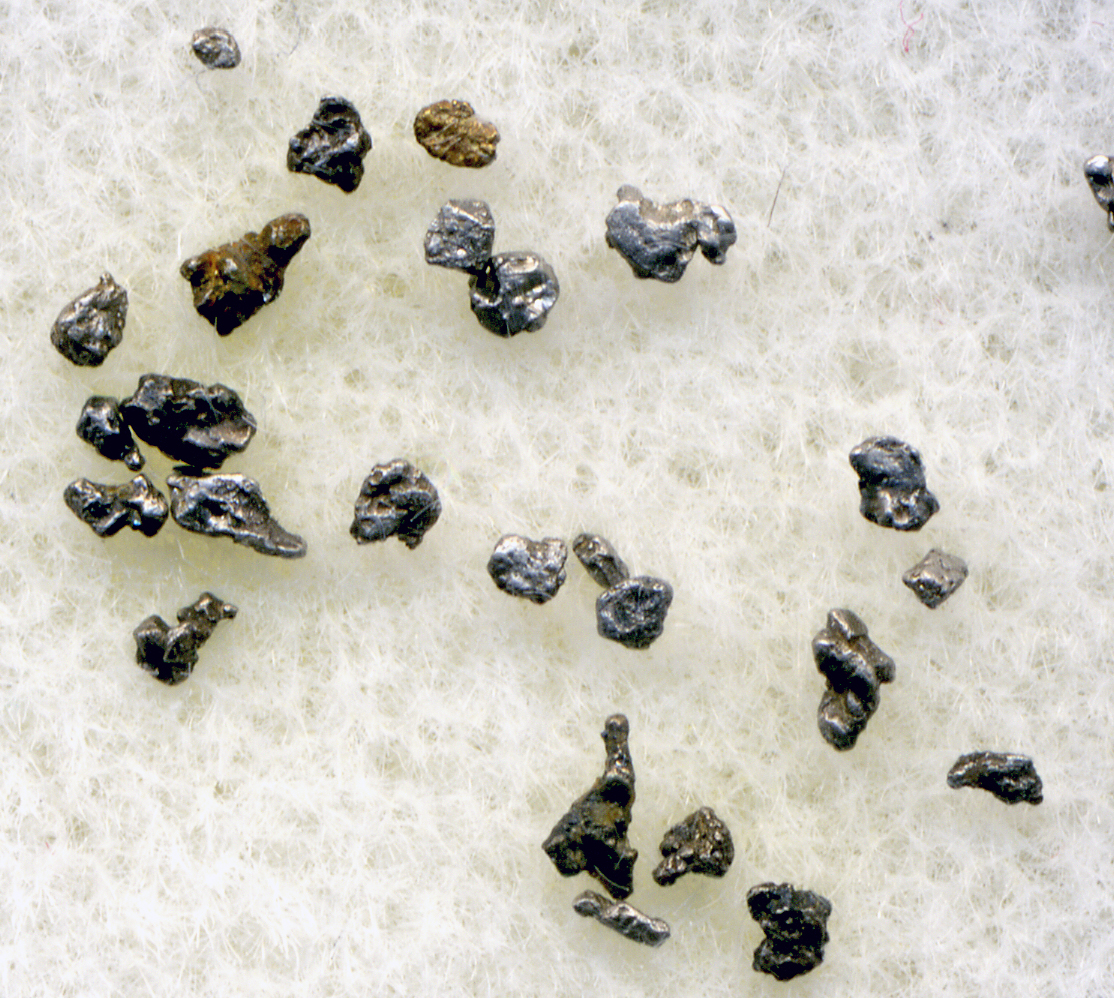
Grains de platine du Granite Placer, Colombie Britannique

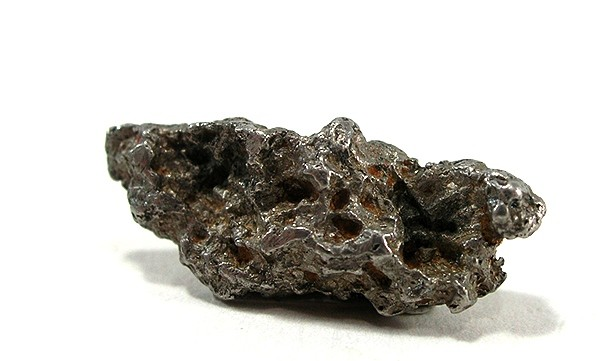
Platine natif, pièce de la rivière du Saumon, District de Red Mountain, Goodnews Bay, Bethel Borough, Alaska. Masse : 5,6 g. Taille : 2 x 0,7 x 0,5 cm

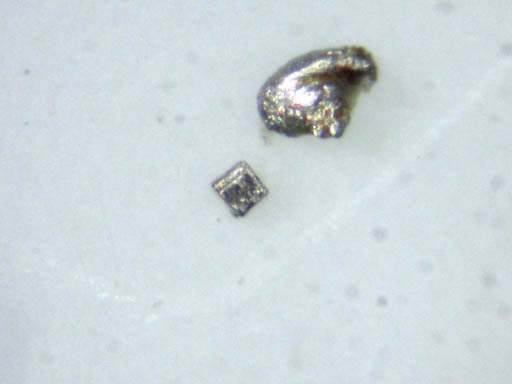
Platine natif de l'île d'Hokkaido

- Afrique du Sud

Bushveld ou Bushvoeld Complex, Province Limpopo
Lydenburg (Transvaal).
- Allemagne

Placer du Danube, Straubing, Basse-Bavière
- Argentine
- Australie

Broken Hill en Nouvelle-Galles du Sud
- Autriche
- Brésil

faciès botryoïdale, torrent de Bom Sucesso, Minas Gerais
- Bulgarie
- Canada

mines de Sudbury, Ontario
- Chili
- Chine

dépôt de Jinbaoshan Pt-Pd-Ni-Cu, Yunnan
- Colombie

Rio Pinto, bassin San Juan, Municipalité de Novita, Département Chocó
Cauca, district de Papayan,
- Équateur
- Espagne

Formation d'inclusions microscopiques dans les péridotites de la Serranía Ronda (Málaga)
chromites de Cabo Ortegal, La Corogne
rivière venant des massifs ultrabasiques de Ronda et Ojen
- États-Unis

Goodnews Bay District, Alaska
Cataract canyon, aire du Grand canyon, comté de Coconino, Arizona
Nye, complexe géologique de Stillwater, Montana
Placer Hindman, district Greenhorn, comté de Baker, Oregon
- Éthiopie
- Finlande

Fleuve Ivalo, Fleuve Reno, Laponie (Alliage Pt(fe)  magnétique avec parfois jusqu'à 18 % de fer)
- France

Alluvions marines du Pénestin, Morbihan
Anciennes mines d'argent, par exemple celle des Chalanches, Allemont, Isère, région Rhône-Alpes, France
placers de la Durance, Basses-Alpes (Microparticules de Pt)
Alluvions noirs marin de Saintes Maries-de-la-mer ou à l'est de l'Espiguette, Camargue (Microparticules de Pt)
- Grande-Bretagne
- Guinée
- Indonésie
- Irlande
- Italie
- Japon

Placer aurifère de Teshio, district minier de Fukui, Province Kamikawa, île d'Hokkaïdo
- Madagascar

placers des rivières autrefois ou potentiellement aurifères, de la côte orientale, en particulier les rivières Manantratsatrana, Isongo, Vahana et Farafana
- Mexique

Tehuitzingo, Puebla
carrière du Yucatan
- Mongolie
- Myanmar
- Niger
- Norvège

Karasjök, Finmark
Leka, Nord-Trondelag
- Nouvelle-Zélande

Takaka
- Papouasie-Nouvelle-Guinée
- Pérou
- Philippines
- Pologne
- Portugal
- Royaume-Uni

Péninsule Lizard, Cornouailles
- Russie

Noril'sk, plateau Putoran, péninsule Taimyr, Sibérie orientale
autrefois abondant dans certains cours d'eau des monts Oural, Nijni Taguil, célèbre gisement de Perm

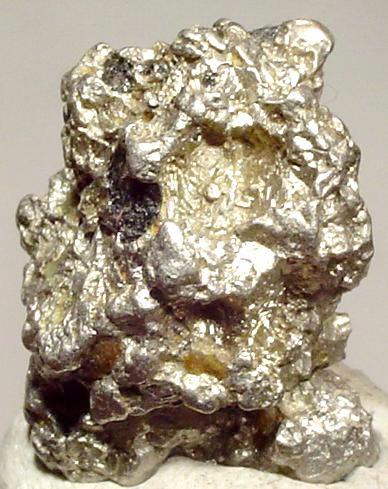
Petite pépite de la région ouralienne, Russie. Taille : 1,2 x 1,0 x 0,8 cm

- Sierra Leone
- Slovaquie

district de Banská Stiavnica, Banská Bystrica
- Suisse
- Turquie
- Tchéquie
- Zimbabwe
- Zaïre

placer alluvionnaire du Fleuve Lubero

## Usages
Ce métal précieux inaltérable est resté continûment très recherché en joaillerie depuis le début du XXe siècle et pour ses applications industrielles, par exemple comme métal réfractaire en industrie verrière, métal divisé catalyseur en chimie (mousse de Pt), ou au laboratoire. Ses alliages solides et réfractaires sont utilisés en instrumentation technique (thermomètre à résistance, thermocouple, étalons techniques et instruments de laboratoire stables, électrodes...) ou médicale, pour l'appareillage (capsule de simulateur cardiaque) ou en dentisterie (prothèse dentaire), en aéronautique (tuyères, pointe de fusée) ou dans les objets techniques (résistance chauffante, matière de liaison inaltérable en bijouterie).
Les chimistes spécialiste de la catalyse l'utilisent pour élaborer des convertisseurs catalytiques (catalyseur à grande surface spécifique, mis sous forme de mousse ou répandu sur des différentes grandes surfaces spécifiques) souvent à l'échelle moléculaire (raffinage pétrolier ou pétrochimique, ramification des hydrocarbures pour essence à indice d'octane, synthèse chimique de masse d'intermédiaire d'engrais) ou des électrodes de haute qualité en électrochimie. Avec les métaux platinoïdes, il intervient sous forme dispersée sur des supports en céramique dans les systèmes catalytiques des filtres et pots d'échappement, mis au point pour l'industrie automobile. Ce secteur est de loin le plus gros consommateur.

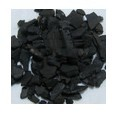
Éponge ou mousse de platine (artificielle ?)

L'élément platine sous forme de complexes organo-métalliques dénommés cis-platine est également utilisé en chimiothérapie.
Le platine est très cher, parfois sur certains marchés plus cher que l'or avant que ce dernier métal voie flamber ses cours à partir de 2009. Le cours du platine a pu dépasser 46 600 euros par kg (plus de 2 000 dollars l'once en 2008 soit 66 000 dollars le kg) début mars 2008, soit plus du double de celui de l'or stagnant à 20 000 euros par kg. Notez que la Russie, surtout Oural à Sibérie orientale (Pd prépondérant sur Pt), et l'Afrique du Sud (prépondérance du Pt), notamment le Transvaal, figurent parmi les principaux fournisseurs actuels, à partir de minerais complexes à base de fer, nickel et cuivre. Rareté et cherté limitent leurs emplois techniques et favorisent le recyclage au sein des procédés. La joaillerie et la bijouterie de luxe emploieraient encore un quart de la production mondiale, et souvent peu allié, le poinçon Pt 950 indique une teneur d'alliage de 95 %.
Il s'agit aussi d'un minéral de collection. Une des plus grosses pépites est celle du musée du Kremlin (dépassant 7 kg). Notons que les récoltes de placer ne constituent qu'une quantité infime de la production annuelle de platine. Ses minerais directs les plus utilisés sont la sperrylite PtAs2 et la cooperite PtS, mais la récupération minière déjà évoquée est encore plus importante.

### Histoire de son usage
Le platine natif n'est pas inconnu dans l'Antiquité méditerranéenne. Il était mis en forme par un martelage soigné. Les fouilles en Égypte ont mis au jour des bracelets et objets inaltérables en platine datant de plus de 3 500 ans. Les civilisations précolombiennes connaissaient et appréciaient ce corps malléable et relativement dur, qui a tant déplu aux violents et cruels conquistadors. Toutefois, ces derniers ont suivi, sans l'avouer, les avis de leurs esclaves amérindiens en l'utilisant parfois comme plomb de chasse.
Le platine est inemployable en bijouterie fine avant le XVIIIe siècle pour des raisons de difficulté de mise en œuvre technique. Le platine natif est resté longtemps la seule source de métal du commerce.
Son usage en joaillerie et en ornementation de luxe a littéralement bondi entre 1900 et 1920, notamment grâce au savoir-faire de manipulation et fusion d'alliages précieux des bijoutiers et ouvriers d'art français et japonais. On peut obtenir des fils très fins et des bandes laminées ultra-minces.
Mais progressivement l'industrie mécanique a accru son usage d'alliage à base de Pt, pour des pièces spécifiques. Pour ses caractéristiques mécaniques et thermiques, il est devenu très recherché. On peut l'utiliser pour des fines lames de rasoir, des bougies d'avions ou pour construire des appareils mécaniques et électriques de précision, typique de laboratoire, à cause de sa faible dilatation thermique. L'industrie chimique a également accru son usage générique en catalyse.
Les chimistes l'utilisaient autrefois pour fabriquer avec des techniques classiques de chaudronnerie des spatules, des coupelles, de pots et de creusets. Les corps platinoïdes sont des métaux réfractaires. L'industrie verrière l'utilise pour ses sorties de fours, ses filières ou des équipements qui ne colorent pas à leur contact le verre, au contraire des alliages au rhodium.